# Dan Bilzerian
Dan Brandon Bilzerian, (Tampa, Florida, Estados Unidos, 7 de diciembre de 1980) es un jugador profesional de póquer, actor y una celebridad de Internet estadounidense.
En Internet se le conoce como «El rey de Instagram», por sus publicaciones relacionadas con su riqueza, armas, mujeres, vehículos de alta gama y actividades arriesgadas. Bilzerian era un integrante del Ejército de los Estados Unidos antes de dedicarse al póquer.

## Primeros años
Nació en Tampa, Florida, Estados Unidos, del matrimonio de Paul Bilzerian y Terri Steffen, y tiene un hermano, Adam Bilzerian. Afirma que la mitad de la familia Bilzerian murió durante el genocidio armenio. Su padre, de ascendencia armenia, era un hombre ambicioso que se dedicó a hacer carrera como corredor de bolsa empresarial, acumulando millones de dólares. Luego fue acusado de fraude fiscal y pasó a deber 62 millones de dólares, momento en el que se declaró en bancarrota. 
Bilzerian es veterano de la Marina de Guerra de Estados Unidos (con cuatro años de servicio), así logró entrar en el programa de capacitación de la Navy SEAL en el año 2000. Después de varios intentos, no consiguió graduarse. Un periodista que realizó la entrevista de Bilzerian para SOFREP.com confirmó su participación en el programa de los SEAL y afirmó que de acuerdo a una investigación a Bilzerian lo expulsaron "por una violación de la seguridad en el campo de tiro". Después de su carrera militar, Bilzerian se inscribió en la Universidad de Florida, con especialización en Negocios y Criminología.

## Carrera
Como jugador profesional de póquer, en 2009 ganó su mayor cantidad de dinero en efectivo de la World Series of Poker Main Event, por la que apareció en seis episodios de la serie de televisión. Terminó en el 180.º puesto y ganó 36.626 $. También es cofundador de Victory Poker, una sala de póquer en línea. En 2010, fue votado como uno de los más divertidos jugadores de póquer en Twitter por Bluff Magazine. El 9 de marzo de 2011, Bilzerian participó entusiasmado en una carrera con el coche de un compañero y litigante de la Corte Suprema de los Estados Unidos, Tom Goldstein, en una apuesta de 385.000 $ en Las Vegas Motor Speedway, con Bilzerian corriendo un AC Cobra 1965 y Goldstein al volante de una Ferrari 458 Italia. Bilzerian ganó la carrera.
En noviembre de 2011, a Bilzerian, junto con otras diez personas, entre las que se encontraban actores como Tobey Maguire, Nick Cassavetes y Gabe Kaplan, se le pidió devolver las ganancias obtenidas de los juegos de póquer contra Bradley Ruderman, un operador del esquema Ponzi, después de que este fuera condenado a prisión, y ayudó a devolver parte del dinero a las víctimas que Ruderman había robado a lo largo de su carrera criminal. Ese mismo año, Bilzerian defendió a Álex Rodríguez públicamente contra las acusaciones de que había apostado ilegalmente, alegando que estaba presente cuando el presunto caso de los juegos de azar se había producido y Rodríguez no estaba presente.

### Promociones
Bilzerian fue firmado por la empresa de casino en línea BGO al frente de su campaña de publicidad en televisión junto Verne Troyer.

### Filmografía
- 2013: Olympus Has Fallen[9]
- 2013: Lone Survivor[10]
- 2014: The Other Woman[11]
- 2014: The Equalizer
- 2014: Cat Run 2
- 2015: Extraction
- 2016: War Dogs